# Кулай Неню
Кулай Неню (рос. Кулай Неню; народився Nikolai Semyonovich Nenev, Николай Семёнович Ненев, також N. S. Nenev-Potynga, Н. С. Ненев-Потынга; 1905—1939) — молдовський фольклорист, драматург, шкільний учитель. Він був болгарином з бессарабським корінням, він залишив Королівство Румунія, щоб оселитися в Радянському Союзі, зробивши свій шлях до Молдавської Автономної Радянської Соціалістичної Республіки (МАССР). Він опублікував кілька томів «молдавського» фольклору, загалом професійного характеру, але також забарвленого радянською історіографією. Разом з Катериною Лєбєдєвою Неню випустив у 1935 році антологію Cîntece poporane moldovenești («Молдавські народні пісні»), відзначену як єдину роботу такого роду, яка збіглася з латинізацією радянських писемностей. Збірка була розкритикована в Румунії за виключення релігійного фольклору, але також суперечила державній ідеології МАССР. Це призвело до страти Неніу НКВС через чотири роки після публікації.

## Біографія
Майбутній фольклорист був уродженцем Бессарабської губернії, який відмовився від союзу з Румунією і емігрував до МАССР. Румунський автор Сергіу Гросу зазначає, що і Неню, і Дмитро Мілев були етнічними болгарами, «які прийшли з Румунії»; він протиставляє їх іншим письменникам МАССР, таким як Ністор Кабак і Філімон Сетеану, які були етнічними румунами, і тому їх комуністичний істеблішмент мало цінував. Народився Ніколай Семенович Ненев (рум. Nicolae Nenev), у 1905 році, «Culai Neniu» здобув освіту в Педагогічній школі в Балті, де потім працював учителем музики (1928—1930). У 1928 році він створив камерний хор у Тирасполі, також був його першим диригентом. У 1930 році діяльність привернула увагу уряду МАССР, який вклав кошти в розширення і вдосконалення хору. Розширений із 15 до 30 осіб після вербування в Тирасполі, його очолив професійний композитор Костянтин Піргов, який брав його на гастролі Україною.
Також працював у Молдавському науковому центрі в 1930—1937 роках, Неню спілкувався з письменником Павлом Кьору, який порадив йому розпочати роботу як фольклорист. Ця діяльність призвела до запису понад 1000 віршів і пісень, перші частини яких з'явилися до 1935 року у двох томах (румунські назви: Cu ciocanul toc și toc, Cântăm și noi). Період творчості Неню припав на прийняття латиниці для національних мов Радянського Союзу, включно з «молдовською». Цю зміну обком УКП (б) МАСРР оголосив «величезною перемогою ленінської національної політики», оскільки дозволив «молдавським робітникам» у Бессарабії та Україні писати однаково, пропагуючи серед перших комуністичні ідеї. Разом із Катериною Лєбєдєвою Неню написав латинським шрифтом Cîntece poporane moldovenești, що з'явився або в Балті, або в Тирасполі в 1935 році. Він зібрав 170 віршованих творів, деякі з них походять із Бессарабії; він записав їх мовою, цілком сумісною з сучасною румунською, але містив незнайомі терміни російського походження, які пояснювалися у виносках. Праця була передусім політичною: С. Соловйова, авторка передмови, зазначала, що, хоч «Cîntece poporane» не містить творів післяреволюційного фольклору, вона вдало засвідчила ненависть молдаван до царського самодержавства та російського православ'я. У своїй наступній рецензії антикомуніст у вигнанні Нікіта Смочіне стверджував, що Неню та Лєбєдєва створили упереджений зразок, який повністю виключив релігійний фольклор — колінди, боцете та весільні пісні.
Незважаючи на суперечливість на таких підставах, збірка Неню та Лебедєвої мала культурне значення через її тонкість деталей і професіоналізм, а також тому, що вона була єдиною збіркою молдавського фольклору латинським шрифтом, надрукованою будь-де в МАССР. Обидва автори разом із Чіору не виконали ідеологічних наказів і були викликані на сеанси самокритики, що закінчилися для них «найжахливішими наслідками». Падіння Неню було пов'язане з суперечливими баченнями пролетарського інтернаціоналізму, який підтримував радянський уряд, і молдовенізм, якого підтримував Леонід Мадан та його послідовники в МАССР. Ще 1934 р. активіст Б. Лехтман опублікував у Червоній Бессарабії напад на «контрреволюційних націоналістів» з боку Молдавського наукового центру. У цьому контексті він стверджував, що «Ненев» працював поліцейським або в Росії, або в Румунії, а також був офіцером Білого руху. Неню був утягнутий у судовий процес над інтелектуалами-молдовеністами (або «оригіналістами»), кульмінацією якого стало березень 1934 року, коли Мадана було заарештовано, а його книги знищено.
Неню помер у 1939 році, був розстріляний катом НКВС. Невдовзі після цього радянська окупація Бессарабії створила нову Молдавську Радянську Соціалістичну Республіку, до якої увійшла половина МАССР. Хор Неню та Піргова був переведений до Кишинева, де його було перетворено в хорал Doina. Його першим диригентом був Девід Гершфельд. Повідомляється, що робота Неню включала незакінчену політичну п'єсу «Грозеску», яка зображувала молдавських розбійників (гайдуків) у модернізованій обстановці, використовуючи фольклор як основне натхнення. Етнолог Віктор Цирімпей припускає, що Грозеску повторно використав Гершфельд у написанні «першої молдавської опери» «Грозован» у 1955 році. Пам'ять про Неню культивується в пострадянській Молдові. У 2011 році Андрій Сочірке виконав монолог на основі творів Неню та інших письменників МАССР, розстріляних під час Великої чистки або після неї.